# Kommission für bayerische Landesgeschichte
Die Kommission für bayerische Landesgeschichte bei der Bayerischen Akademie der Wissenschaften (KBLG) ist ein Akademieinstitut der Bayerischen Akademie der Wissenschaften. Sie wurde 1927 gegründet und hat eine nicht festgelegte Anzahl an Mitgliedern (derzeit 65), die zumeist als Hochschullehrer für bayerische Geschichte an den Universitäten, als Direktoren der Staatlichen Archive Bayerns und weiterer zentraler Forschungseinrichtungen tätig sind. Angegliedert sind das Institut für Volkskunde und die Schwäbische Forschungsstelle Augsburg.
Die Kommission plant und koordiniert großangelegte Langzeitforschungen zur Geschichte Altbayerns, Frankens und Bayerisch-Schwabens. Wichtigste Projekte sind der Historische Atlas von Bayern (HAB) und das Historische Ortsnamenbuch von Bayern (HONB), mit denen flächendeckend die geschichtliche Entwicklung des heutigen Freistaates Bayern von den Anfängen bis in die Gegenwart aufgearbeitet werden soll. Daneben gibt die Kommission mehrere Veröffentlichungsreihen (u. a. die Schriftenreihe zur bayerischen Landesgeschichte, die Studien zur bayerischen Verfassungs- und Sozialgeschichte und die Quellen und Erörterungen zur bayerischen Geschichte) heraus. Regelmäßig erscheinen die Zeitschrift für bayerische Landesgeschichte, die Bayerischen Vorgeschichtsblätter und das Bayerische Jahrbuch für Volkskunde.